# Maxime Montaggioni
 (février 2017).
Maxime Montaggioni né le 22 août 1989 à Marseille, est un snowboarder handisport français dans la catégorie SB UL dont la carrière sportive a débuté en 2015 au niveau international.

## Biographie
Il nait avec une malformation congénitale du bras droit.
Il s'illustre avec son premier podium international en coupe du monde avec l'équipe de France en mars 2016 dans la station française "Les Angles" dans le département des Pyrénées-Orientales.
Il remporte son premier titre de vice-champion du monde de snowboard cross le 4 février 2017 et il double la mise en remportant cette fois le titre le champion du monde en banked slalom le 7 février 2017 aux championnats du monde de snowboard handisport dans la station "Big White" au Canada.
Il a aussi pratiqué le taekwondo, remportant une médaille de bronze aux Mondiaux de 2013 à Lausanne.
Il est sacré champion paralympique de banked slalom aux Jeux de Pékin 2022.

## Palmarès

### Snowboard
Alors qu'il doit participer à ses premiers jeux paralympiques en 2018, il se rompt le ligament croisé antérieur à l'entraînement.
Aux Jeux paralympiques de Pékin quatre ans plus tard, il est éliminé en quarts de finale du cross pour 3 centièmes de seconde. Le 11 mars 2022, il devient champion paralympique de banked slalom.

#### Jeux paralympiques
| Épreuve / Édition | Cross              | Banked Slalom |
| JP 2022 Pékin     | Quart de finaliste | Or            |

#### Championnats du monde handisport
| Épreuve / Édition       | Cross  | Banked Slalom |
| ----------------------- | ------ | ------------- |
| Mondiaux 2017 Big White | Argent | Or            |

Légende :

 : première place, médaille d'or

 : deuxième place, médaille d'argent

## Distinctions
- Chevalier de la Légion d'honneur en 2022 [7]